# Gustav Mahler Jugendorchester
Le Gustav Mahler Jugendorchester (GMJO) (Orchestre Gustav Mahler des Jeunes) est un orchestre de jeunes musiciens basé à Vienne, Autriche, fondé en 1986 par le chef d'orchestre Claudio Abbado.

## Historique
En 1992, l'orchestre est  devenu le premier orchestre de jeunes pan-européen ouvert à de jeunes musiciens des anciens pays communistes tels que la Hongrie et la Tchécoslovaquie, en tenant des auditions ouvertes dans l'ex-bloc de l'Est. Depuis 1992, un jury, agréé par Claudio Abbado, effectue une sélection parmi les nombreux candidats lors d'auditions tenues chaque année dans plus de vingt-cinq villes européennes. Actuellement il y a plus de 100 musiciens dans l'orchestre issus de différents pays, dont l'Allemagne, l'Autriche, la France, la Hongrie, la Russie, l'Espagne, la Grande-Bretagne, la Roumanie et la Suisse.  Les membres du jury sont des instrumentistes d'orchestre confirmés qui continuent d'assister l'orchestre dans son programme musical au cours des périodes de répétitions.
L'orchestre a une énorme structure. Plus de 130 musiciens ont effectué une tournée à Pâques 2005, nombre suffisant pour jouer  Une symphonie alpestre de Richard Strauss dans son orchestration complète.
Le répertoire du GMJO va du classique à la musique contemporaine en mettant l'accent sur les grandes œuvres symphoniques des périodes romantiques  et post-romantiques. Son haut niveau artistique et son succès international ont incité de nombreux chefs et solistes de premier plan à jouer avec le GMJO. Le Gustav Mahler Jugendorchester a marqué 2005 par une tournée à Pâques et a reçu un accueil chaleureux. Pendant la tournée, un enregistrement de Une symphonie alpestre de Richard Strauss a été produit sous la direction de Franz Welser-Möst. L'orchestre a également joué au festival de Lucerne, au festival de Salzbourg, au Festival de Pâques de Salzbourg et aux Proms. Beaucoup d'anciens membres de la GMJO sont maintenant membres de grands orchestres européens, certains d'entre eux à des postes principaux.
Beaucoup de chefs ont coopéré avec le Gustav Mahler Jugendorchester, parmi eux Claudio Abbado, Mariss Jansons, Pierre Boulez et Bernard Haitink.

## Enregistrements
- Richard Strauss: Une symphonie alpestre, dirigée par Franz Welser-Möst, EMI Classics 2005.
- Anton Bruckner: Symphonie nº 8,  dirigée par Franz Welser-Möst, EMI Classics 2002.
- Anton Bruckner: Symphonie nº 9,  dirigée par Herbert Blomstedt, Dirigent DIR-684, 2010.
- Arnold Schoenberg: Pelleas und Melisande, Richard Wagner: Prélude à l'Acte 1 of Tristan und Isolde, dirigé par Pierre Boulez, Deutsche Grammophon 2003 (publié en 2012).